# ريتانا (إيطاليا)
ريتانا (بالإيطالية: Rittana)‏ هي بلدية في مقاطعة كونية في منطقة بيمنتة الإيطالية، وتقع على بعد حوالي 80 كيلومترًا (50 ميلًا) جنوب غرب تورينو وحوالي 13 كيلومترًا (8 ميل) جنوب غرب كونية
تقع ريتانا على حدود البلديات التالية: بيرنيزو وغايولا ومونتيروسو جرانا وروكاسبارفيرا وفالغرانا وفالوريت.